# Línea 1A (Urbanos de Arroyomolinos)
La línea 1A de la red de autobuses urbanos de Arroyomolinos es una línea circular que bordea la ciudad en el sentido de las agujas del reloj. El sentido contrario lo proporciona la línea 1B.

## Características
Fue puesta en servicio el 20 de febrero de 2023, junto con la línea 1B, sustituyendo la línea 1 existente hasta la fecha. Establece su cabecera de regulación en el barrio de Zarzalejo, y al igual que su antecesora, no funciona los fines de semana ni festivos.
La línea circula exclusivamente por el término municipal de Arroyomolinos. Como bien se expresa en la numeración interna del CRTM, recibe el número 1A015. El primer dígito corresponde a la línea, en este caso la línea 1A. Y los últimos tres dígitos corresponden al municipio por el que circula, en este caso 015 corresponde al municipio de Arroyomolinos.
La línea mantiene los mismos horarios todo el año (exceptuando las vísperas de festivo y festivos de Navidad) circulando sólo de lunes a viernes laborables.
Es operada por la empresa Martín, mediante concesión administrativa del Consorcio Regional de Transportes de Madrid.

## Horarios
| Todo el año                |
| Lunes a viernes laborables |
| 06:40                      |
| 07:20                      |
| 08:00                      |
| 08:55                      |
| 09:48                      |
| 10:32                      |
| 11:17                      |
| 12:02                      |
| 12:47                      |
| 13:32                      |
| 14:17                      |
| 15:02                      |
| 15:47                      |
| 16:32                      |
| 17:17                      |
| 18:02                      |
| 18:47                      |
| 19:32                      |
| 20:17                      |
| 21:02                      |
| 21:47                      |
| 22:32                      |

Paso por la calle del Río Tajo aproximadamente 10 minutos después de su salida de la calle de Alicante. Duración del recorrido circular completo aproximadamente 30 minutos.

## Recorrido y paradas
| Código | Parada                                  | Común con   |
| ------ | --------------------------------------- | ----------- |
| 18573  | Alicante - Barcelona                    | 495 1B      |
| 18571  | Alicante - Tarragona                    | 495 498     |
| 18569  | Alicante - Av. Mediterráneo             | 495 498     |
| 18568  | Av. Mediterráneo - Valencia             | 495 498     |
| 20286  | B. Pérez Galdós - Zurbarán              | 496 499     |
| 20288  | B. Pérez Galdós - Goya                  | 496 499     |
| 12645  | Rosalía de Castro - Benito Pérez Galdós | 496 499     |
| 20291  | Miguel de Cervantes - Instituto         |             |
| 20293  | Miguel de Cervantes - Pío Baroja        |             |
| 16631  | Pza. Los Almendros - Somosierra         | 496 499 1B  |
| 11260  | Pza. Galayos - Consultorio Local        | 496 499     |
| 16712  | Batres - Sierra de Gredos               | 496         |
| 15519  | Plaza Mayor - Centro Cultural           | 496         |
| 11253  | Madrid - Av. de las Flores              | 499         |
| 12648  | Castilla y León - Centro de las Artes   | 496 499     |
| 17793  | Castilla y León - Av. Castañeras        | 496 499     |
| 16212  | Río Tajo - Valdelacea                   | 496         |
| 16214  | Av. Unión Europea - Torrevieja          | 495 498     |
| 20280  | Suiza - Av. Italia                      | 498 499     |
| 20279  | Noruega - Instituto                     | 498         |
| 16216  | Av. Unión Europea - El Ferrol           | 495 498 499 |
| 19305  | Comillas - Av. Cantábrico               | 498         |
| 19307  | Comillas - Pontevedra                   | 498         |
| 21029  | Av. Atlántico - La Coruña               |             |
| 21030  | Almería - Isla Cristina                 |             |
| 17548  | Algeciras - Almería                     | 498         |
| 20283  | Alicante - Algeciras                    | 498         |
| 18573  | Alicante - Barcelona                    | 495 1B      |